# US Open (dart)
US Open – zawody darta, organizowane przez Professional Darts Corporation od maja 2007 corocznie. Turniej miał zastąpić konkurs World Series of Darts, który został wykasowany z kalendarza rozgrywek darta ze względu na słabe wyniki oglądalności w telewizji ESPN. Turniej jest rozgrywany w budynku Mohegan Sun Casino Resort, Connecticut, USA, który to budynek mieścił również turniej World Series of Darts. 
Turniej z 2007 roku pokazywany był na żywo w brytyjskiej telewizji Challenge, która pokazywała zawody federacji PDC po raz pierwszy w historii. Zawody były transmitowane również przez amerykański kanał sportowy Versus. Zawody z 2008 roku transmitowała brytyjska telewizja Nuts TV.
Mecz turniejowy składa się z maksymalnie 5 setów - zwycięzca musi wygrać trzy sety - każdy set składa się z trzech legów. Wyjątkiem był finał z 2007 roku, kiedy wygrywał zwycięzca czterech setów. 

## Finały
| Rok  | Zwycięzca (średnia punktów w finale) | Wynik | 2. miejsce (średnia punktów w finale) | Sponsor        | Pula nagród | Nagroda dla zwycięzcy | Nagroda dla 2. miejsca |
| ---- | ------------------------------------ | ----- | ------------------------------------- | -------------- | ----------- | --------------------- | ---------------------- |
| 2007 | Phil Taylor (103.10)                 | 4-1   | Raymond van Barneveld (99.06)         | PDC            | £126,000    | £12,500               | £7,500                 |
| 2008 | Phil Taylor (96.86)                  | 3-0   | Colin Lloyd (91.48)                   | PartyPoker.net | £126,000    | £12,500               | £7,500                 |